# Solitude
Stadión Solitude je víceúčelové zařízení v Belfastu v Severním Irsku, dnes převážně využívané pro fotbalová utkání. Byl postaven v roce 1890 a v současnosti pojme 8 000 diváků. Je domovským stadionem nejstaršího irského fotbalového klubu Cliftonville FC. V roce 2002 prošel stadion částečnou rekonstrukcí, byla vybudována další tribuna pro 800 fanoušků hostí. Pro splnění evropských standardů bude ale potřeba dalších úprav.